# Circoscrizione Cuneo-Alessandria-Asti
La circoscrizione Cuneo-Alessandria-Asti (o circoscrizione II) era una circoscrizione elettorale italiana per l'elezione dell'Assemblea Costituente, nel 1946, e della Camera dei deputati, dal 1948 al 1993.
Comprendeva le province di Cuneo, Alessandria e Asti.
Era prevista dalla Tabella A di cui al decreto legislativo luogotenenziale 10 marzo 1946, n. 74, poi ripresa dalla legge 20 gennaio 1948, n. 6 e dal decreto del presidente della Repubblica 30 marzo 1957, n. 361.
Nel 1993 la circoscrizione fu soppressa contestualmente all'istituzione della circoscrizione Piemonte 2, comprendente anche le province di Novara e di Vercelli (già ricomprese nella circoscrizione Torino-Novara-Vercelli).
Di seguito i risultati di lista e i deputati eletti, ordinati secondo il numero di preferenze ottenute.

## Elezioni politiche 1946
| Liste                                           | Voti    | %     | Seggi |
| ----------------------------------------------- | ------- | ----- | ----- |
| Democrazia Cristiana                            | 312.682 | 38,74 | 7     |
| Partito Socialista Italiano di Unità Proletaria | 192.288 | 23,82 | 4     |
| Partito Comunista Italiano                      | 135.162 | 16,74 | 3     |
| Partito dei Contadini d'Italia                  | 70.724  | 8,76  | 1     |
| Unione Democratica Nazionale                    | 46.077  | 5,71  | 1     |
| Partito d'Azione                                | 18.099  | 2,24  | -     |
| Fronte dell'Uomo Qualunque                      | 13.533  | 1,68  | -     |
| Concentrazione Democratica Repubblicana         | 10.500  | 1,30  | -     |
| Partito Repubblicano Italiano                   | 4.863   | 0,60  | -     |
| Partito Comunista Internazionalista             | 3.258   | 0,40  | -     |
| Totale                                          | 807.186 |       | 16    |

| Democrazia Cristiana | Partito Socialista Italiano di Unità Proletaria                                                   | Partito Comunista Italiano                                          | Partito dei Contadini d'Italia | Unione Democratica Nazionale                     |
| --- | ------------------------------------------------------------------------------------------------- | ------------------------------------------------------------------- | ------------------------------ | ------------------------------------------------ |
| - Giuseppe Brusasca - Giovanni Battista Bertone - Leopoldo Baracco - Teodoro Bubbio - Giuseppe Raimondi - Angelo Bellato - Enzo Giacchero | - Giuseppe Romita - → Umberto Calosso - Paolo De Michelis - Umberto Grilli - Domenico Chiaramello | - → Luigi Longo - Stellio Lozza - Antonio Giolitti - Felice Platone | - Alessandro Scotti            | - → Luigi Einaudi - Vittorio Badini Confalonieri |

1. ↑  Opta per la circoscrizione Torino-Novara-Vercelli
2. 1 2  Opta per il collegio unico nazionale

## Elezioni politiche 1948
| Liste                                              | Voti    | %     | Seggi |
| -------------------------------------------------- | ------- | ----- | ----- |
| Democrazia Cristiana                               | 447.620 | 51,87 | 9     |
| Fronte Democratico Popolare                        | 216.745 | 25,12 | 4     |
| Unità Socialista                                   | 91.980  | 10,66 | 2     |
| Partito dei Contadini d'Italia                     | 55.780  | 6,46  | 1     |
| Blocco Nazionale                                   | 29.407  | 3,41  | -     |
| Partito Indipendente dei Contadini                 | 6.733   | 0,78  | -     |
| Partito Nazionale Monarchico - Alleanza del Lavoro | 5.546   | 0,64  | -     |
| Movimento Sociale Italiano                         | 5.312   | 0,62  | -     |
| Partito Repubblicano Italiano                      | 2.940   | 0,34  | -     |
| Movimento Nazionalista per la Democrazia Sociale   | 828     | 0,10  | -     |
| Totale                                             | 862.891 |       | 16    |

| Democrazia Cristiana | Fronte Democratico Popolare                                             | Unità Socialista                         | Partito dei Contadini d'Italia |
| --- | ----------------------------------------------------------------------- | ---------------------------------------- | ------------------------------ |
| - Giuseppe Brusasca - Emanuele Ferraris - Armando Sabatini - Osvaldo Cagnasso - Enzo Giacchero - Giuseppe Armosino - Luigi Bima - Giuseppe Raimondi - Edoardo Martino | - Walter Audisio - Stellio Lozza - Elisabetta Gallo - Federico Torretta | - Umberto Calosso - Chiaffredo Belliardi | - Alessandro Scotti            |

## Elezioni politiche 1953
| Liste                                   | Voti    | %     | Seggi |
| --------------------------------------- | ------- | ----- | ----- |
| Democrazia Cristiana                    | 362.001 | 43,50 | 8     |
| Partito Comunista Italiano              | 147.987 | 17,78 | 3     |
| Partito Socialista Italiano             | 88.885  | 10,68 | 2     |
| Partito Socialista Democratico Italiano | 67.204  | 8,08  | 1     |
| Partito Nazionale Monarchico            | 63.455  | 7,63  | 1     |
| Partito Liberale Italiano               | 49.192  | 5,91  | 1     |
| Movimento Sociale Italiano              | 18.046  | 2,17  | -     |
| Unione Socialista Indipendente          | 11.920  | 1,43  | -     |
| Partito Repubblicano Italiano           | 11.387  | 1,37  | -     |
| Unità Popolare                          | 6.561   | 0,79  | -     |
| Alleanza Democratica Nazionale          | 5.550   | 0,67  | -     |
| Totale                                  | 832.188 |       | 16    |

| Democrazia Cristiana | Partito Comunista Italiano                        | Partito Socialista Italiano        |
| --- | ------------------------------------------------- | ---------------------------------- |
| - Luigi Bima - Teodoro Bubbio - Edoardo Martino - Giuseppe Brusasca - Giovanni Sodano - Armando Sabatini - Giovanni Giraudo - Emanuele Ferraris | - Luigi Longo - Walter Audisio - Antonio Giolitti | - Oreste Lizzadri - Paolo Angelino |
| Partito Socialista Democratico Italiano | Partito Nazionale Monarchico                      | Partito Liberale Italiano          |
| - Domenico Chiaramello | - Alessandro Scotti                               | - Vittorio Badini Confalonieri     |

## Elezioni politiche 1958
| Liste                                            | Voti    | %     | Seggi |
| ------------------------------------------------ | ------- | ----- | ----- |
| Democrazia Cristiana                             | 392.888 | 46,43 | 8     |
| Partito Comunista Italiano                       | 127.432 | 15,06 | 2     |
| Partito Socialista Italiano                      | 116.013 | 13,71 | 2     |
| Partito Socialista Democratico Italiano          | 70.814  | 8,37  | 1     |
| Partito Liberale Italiano                        | 46.760  | 5,53  | 1     |
| Movimento Comunità                               | 24.333  | 2,88  | -     |
| Movimento Autonomia Regionale Piemontese         | 18.403  | 2,17  | -     |
| Partito Nazionale Monarchico                     | 17.781  | 2,10  | -     |
| Movimento Sociale Italiano                       | 11.875  | 1,40  | -     |
| Partito Repubblicano Italiano - Partito Radicale | 11.694  | 1,38  | -     |
| Partito Monarchico Popolare                      | 8.158   | 0,96  | -     |
| Totale                                           | 846.151 |       | 14    |

| Democrazia Cristiana | Partito Comunista Italiano     | Partito Socialista Italiano         | Partito Socialista Democratico Italiano | Partito Liberale Italiano      |
| --- | ------------------------------ | ----------------------------------- | --------------------------------------- | ------------------------------ |
| - Luigi Bima - Carlo Baldi - Edoardo Martino - Armando Sabatini - Giuseppe Brusasca - Giuseppe Armosino - Adolfo Sarti - Giovanni Sodano | - Luigi Longo - Walter Audisio | - Antonio Giolitti - Paolo Angelino | - Pier Luigi Romita                     | - Vittorio Badini Confalonieri |

## Elezioni politiche 1963
| Liste                                            | Voti    | %     | Seggi |
| ------------------------------------------------ | ------- | ----- | ----- |
| Democrazia Cristiana                             | 365.278 | 43,35 | 7     |
| Partito Comunista Italiano                       | 158.400 | 18,80 | 3     |
| Partito Socialista Italiano                      | 106.461 | 12,63 | 2     |
| Partito Liberale Italiano                        | 83.254  | 9,88  | 1     |
| Partito Socialista Democratico Italiano          | 75.152  | 8,92  | 1     |
| Partito Repubblicano Italiano                    | 18.301  | 2,17  | -     |
| Movimento Sociale Italiano                       | 14.298  | 1,70  | -     |
| Concentrazione di Unità Rurale                   | 10.840  | 1,29  | -     |
| Partito Democratico Italiano di Unità Monarchica | 10.689  | 1,27  | -     |
| Totale                                           | 842.673 |       | 14    |

| Democrazia Cristiana                                                                                                   | Partito Comunista Italiano                     | Partito Socialista Italiano         | Partito Liberale Italiano      | Partito Socialista Democratico Italiano |
| --- | ---------------------------------------------- | ----------------------------------- | ------------------------------ | --------------------------------------- |
| - Carlo Baldi - Adolfo Sarti - Armando Sabatini - Edoardo Martino - Luigi Bima - Piero Luigi Gasco - Giuseppe Brusasca | - Luigi Longo - Luciano Lenti - Walter Audisio | - Antonio Giolitti - Paolo Angelino | - Vittorio Badini Confalonieri | - Pier Luigi Romita                     |

## Elezioni politiche 1968
| Liste                                            | Voti    | %     | Seggi |
| ------------------------------------------------ | ------- | ----- | ----- |
| Democrazia Cristiana                             | 375.072 | 45,00 | 7     |
| Partito Comunista Italiano                       | 169.644 | 20,35 | 3     |
| Partito Socialista Unificato                     | 144.681 | 17,36 | 3     |
| Partito Liberale Italiano                        | 65.822  | 7,90  | 1     |
| Partito Socialista Italiano di Unità Proletaria  | 38.537  | 4,62  | 1     |
| Partito Repubblicano Italiano                    | 18.697  | 2,24  | -     |
| Movimento Sociale Italiano                       | 12.533  | 1,50  | -     |
| Partito Democratico Italiano di Unità Monarchica | 8.525   | 1,02  | -     |
| Totale                                           | 833.511 |       | 15    |

| Democrazia Cristiana                                                                                                  | Partito Comunista Italiano                    | Partito Socialista Unificato                            | Partito Liberale Italiano      | Partito Socialista Italiano di Unità Proletaria |
| --- | --------------------------------------------- | ------------------------------------------------------- | ------------------------------ | ----------------------------------------------- |
| - Carlo Baldi - Adolfo Sarti - Luigi Bima - Giovanni Sisto - Giovanni Giraudi - Giuseppe Miroglio - Giovanni Traversa | - Luigi Longo - Luciano Lenti - Isacco Nahoum | - Pier Luigi Romita - Antonio Giolitti - Amaele Abbiati | - Vittorio Badini Confalonieri | - Lelio Basso                                   |

## Elezioni politiche 1972
| Liste                                           | Voti    | %     | Seggi |
| ----------------------------------------------- | ------- | ----- | ----- |
| Democrazia Cristiana                            | 384.577 | 44,74 | 7     |
| Partito Comunista Italiano                      | 175.772 | 20,45 | 3     |
| Partito Socialista Italiano                     | 99.917  | 11,62 | 2     |
| Partito Socialista Democratico Italiano         | 59.914  | 6,97  | 1     |
| Partito Liberale Italiano                       | 57.144  | 6,65  | 1     |
| Movimento Sociale Italiano - Destra Nazionale   | 29.328  | 3,41  | -     |
| Partito Repubblicano Italiano                   | 27.530  | 3,20  | -     |
| Partito Socialista Italiano di Unità Proletaria | 14.150  | 1,65  | -     |
| Il manifesto                                    | 5.881   | 0,68  | -     |
| Movimento Politico dei Lavoratori               | 3.310   | 0,39  | -     |
| Partito Comunista (Marxista-Leninista) Italiano | 2.148   | 0,25  | -     |
| Totale                                          | 859.671 |       | 14    |

| Democrazia Cristiana | Partito Comunista Italiano                     | Partito Socialista Italiano        | Partito Socialista Democratico Italiano | Partito Liberale Italiano      |
| --- | ---------------------------------------------- | ---------------------------------- | --------------------------------------- | ------------------------------ |
| - Carlo Baldi - Giuseppe Miroglio - Francesco Mazzola - Piero Luigi Gasco - Giovanni Sisto - Giovanni Traversa - Francesco Sobrero | - Ugo Pecchioli - Bruno Fracchia - Aldo Mirate | - Antonio Giolitti - Manlio Vineis | - Pier Luigi Romita                     | - Vittorio Badini Confalonieri |

## Elezioni politiche 1976
| Liste                                         | Voti    | %     | Seggi |
| --------------------------------------------- | ------- | ----- | ----- |
| Democrazia Cristiana                          | 384.340 | 43,20 | 7     |
| Partito Comunista Italiano                    | 252.169 | 28,34 | 5     |
| Partito Socialista Italiano                   | 84.641  | 9,51  | 1     |
| Partito Socialista Democratico Italiano       | 48.455  | 5,45  | 1     |
| Partito Repubblicano Italiano                 | 34.398  | 3,87  | 1     |
| Partito Liberale Italiano                     | 32.996  | 3,71  | 1     |
| Movimento Sociale Italiano - Destra Nazionale | 25.886  | 2,91  | -     |
| Democrazia Proletaria                         | 15.638  | 1,76  | -     |
| Partito Radicale                              | 11.177  | 1,26  | -     |
| Totale                                        | 889.700 |       | 16    |

| Democrazia Cristiana | Partito Comunista Italiano                                                                    | Partito Socialista Italiano |
| --- | --------------------------------------------------------------------------------------------- | --------------------------- |
| - Natale Carlotto - Francesco Mazzola - Francesco Sobrero - Franco Orione - Angelo Armella - Piero Luigi Gasco - Giovanni Goria | - Ugo Pecchioli - Bruno Fracchia - Giuseppe Manfredi - Aldo Mirate - Leopoldo Attilio Martino | - Antonio Giolitti          |
| Partito Socialista Democratico Italiano                                                                                         | Partito Repubblicano Italiano                                                                 | Partito Liberale Italiano   |
| - Pier Luigi Romita | - Vitale Robaldo                                                                              | - Raffaele Costa            |

## Elezioni politiche 1979
| Liste                                         | Voti    | %     | Seggi |
| --------------------------------------------- | ------- | ----- | ----- |
| Democrazia Cristiana                          | 357.605 | 41,37 | 7     |
| Partito Comunista Italiano                    | 213.179 | 24,66 | 4     |
| Partito Socialista Italiano                   | 83.812  | 9,70  | 1     |
| Partito Liberale Italiano                     | 50.359  | 5,83  | 1     |
| Partito Socialista Democratico Italiano       | 48.025  | 5,56  | 1     |
| Partito Repubblicano Italiano                 | 33.488  | 3,87  | 1     |
| Partito Radicale                              | 29.970  | 3,47  | -     |
| Movimento Sociale Italiano - Destra Nazionale | 23.701  | 2,74  | -     |
| Partito di Unità Proletaria                   | 12.123  | 1,40  | -     |
| Democrazia Nazionale                          | 6.183   | 0,72  | -     |
| Nuova Sinistra Unita                          | 5.873   | 0,68  | -     |
| Totale                                        | 864.318 |       | 15    |

| Democrazia Cristiana | Partito Comunista Italiano                                           | Partito Socialista Italiano   |
| --- | -------------------------------------------------------------------- | ----------------------------- |
| - Natale Carlotto - Francesco Mazzola - Giovanni Goria - Renzo Patria - Franco Orione - Angelo Armella - Francesco Sobrero | - Ugo Pecchioli - Bruno Fracchia - Carla Nespolo - Giuseppe Manfredi | - Felice Borgoglio            |
| Partito Liberale Italiano                                                                                                  | Partito Socialista Democratico Italiano                              | Partito Repubblicano Italiano |
| - Raffaele Costa | - Pier Luigi Romita                                                  | - Vitale Robaldo              |

## Elezioni politiche 1983
| Liste                                         | Voti    | %     | Seggi |
| --------------------------------------------- | ------- | ----- | ----- |
| Democrazia Cristiana                          | 301.007 | 35,97 | 6     |
| Partito Comunista Italiano                    | 199.784 | 23,88 | 4     |
| Partito Socialista Italiano                   | 83.724  | 10,01 | 1     |
| Partito Liberale Italiano                     | 70.329  | 8,40  | 1     |
| Partito Repubblicano Italiano                 | 55.689  | 6,66  | 1     |
| Partito Socialista Democratico Italiano       | 50.410  | 6,02  | 1     |
| Movimento Sociale Italiano - Destra Nazionale | 35.427  | 4,23  | -     |
| Partito Radicale                              | 23.218  | 2,77  | -     |
| Democrazia Proletaria                         | 13.501  | 1,61  | -     |
| Lista per Trieste                             | 3.700   | 0,44  | -     |
| Totale                                        | 836.789 |       | 14    |

| Democrazia Cristiana                                                                                           | Partito Comunista Italiano                                          | Partito Socialista Italiano             |
| --- | ------------------------------------------------------------------- | --------------------------------------- |
| - Giovanni Goria - Natale Carlotto - Renzo Patria - Adolfo Sarti - Giovanni Battista Rabino - Ettore Paganelli | - Ugo Pecchioli - Bruno Fracchia - Giancarlo Binelli - Sergio Soave | - Felice Borgoglio                      |
| Partito Liberale Italiano                                                                                      | Partito Repubblicano Italiano                                       | Partito Socialista Democratico Italiano |
| - Raffaele Costa                                                                                               | - Vitale Robaldo                                                    | - Pier Luigi Romita                     |

## Elezioni politiche 1987
| Liste                                         | Voti    | %     | Seggi |
| --------------------------------------------- | ------- | ----- | ----- |
| Democrazia Cristiana                          | 305.557 | 35,33 | 6     |
| Partito Comunista Italiano                    | 175.109 | 20,24 | 3     |
| Partito Socialista Italiano                   | 113.621 | 13,14 | 2     |
| Partito Liberale Italiano                     | 51.382  | 5,94  | 1     |
| Partito Repubblicano Italiano                 | 37.670  | 4,35  | 1     |
| Partito Socialista Democratico Italiano       | 36.813  | 4,26  | 1     |
| Movimento Sociale Italiano - Destra Nazionale | 36.109  | 4,17  | -     |
| Lista Verde                                   | 29.609  | 3,42  | -     |
| Partito Radicale                              | 26.887  | 3,11  | -     |
| Piemont Autonomia Regionale                   | 17.440  | 2,02  | -     |
| Democrazia Proletaria                         | 13.335  | 1,54  | -     |
| Liga Veneta - Pensionati Uniti                | 9.915   | 1,15  | -     |
| Piemont                                       | 9.555   | 1,10  | -     |
| Partito Sardo d'Azione                        | 1.247   | 0,14  | -     |
| Alleanza Popolare                             | 736     | 0,09  | -     |
| Totale                                        | 864.985 |       | 14    |

| Democrazia Cristiana                                                                                           | Partito Comunista Italiano                     | Partito Socialista Italiano             |
| --- | ---------------------------------------------- | --------------------------------------- |
| - Giovanni Goria - Giovanna Tealdi - Renzo Patria - Adolfo Sarti - Giovanni Battista Rabino - Ettore Paganelli | - Ugo Pecchioli - Bruno Fracchia - Livia Turco | - Felice Borgoglio - Margherita Boniver |
| Partito Liberale Italiano                                                                                      | Partito Repubblicano Italiano                  | Partito Socialista Democratico Italiano |
| - Raffaele Costa                                                                                               | - Guido Martino                                | - Pier Luigi Romita                     |

## Elezioni politiche 1992
| Liste                                         | Voti    | %     | Seggi |
| --------------------------------------------- | ------- | ----- | ----- |
| Democrazia Cristiana                          | 226.194 | 26,19 | 4     |
| Lega Nord                                     | 162.444 | 18,81 | 3     |
| Partito Socialista Italiano                   | 97.244  | 11,26 | 2     |
| Partito Democratico della Sinistra            | 86.409  | 10,01 | 1     |
| Partito Liberale Italiano                     | 76.681  | 8,88  | 1     |
| Partito della Rifondazione Comunista          | 44.405  | 5,14  | 1     |
| Partito Repubblicano Italiano                 | 28.881  | 3,34  | -     |
| Lega Alpina Piemont                           | 26.522  | 3,07  | -     |
| Movimento Sociale Italiano - Destra Nazionale | 25.319  | 2,93  | -     |
| Federazione dei Verdi                         | 25.148  | 2,91  | -     |
| Partito Socialista Democratico Italiano       | 15.972  | 1,85  | -     |
| La Rete                                       | 14.876  | 1,72  | -     |
| Partito Pensionati                            | 12.353  | 1,43  | -     |
| Lista Marco Pannella                          | 11.357  | 1,32  | -     |
| Sì Referendum                                 | 6.110   | 0,71  | -     |
| Federalismo                                   | 3.674   | 0,43  | -     |
| Totale                                        | 863.589 |       | 12    |

| Democrazia Cristiana                                                | Lega Nord                                         | Partito Socialista Italiano            |
| ------------------------------------------------------------------- | ------------------------------------------------- | -------------------------------------- |
| - Giovanni Goria - Giovanna Tealdi - Renzo Patria - Teresio Delfino | - Gipo Farassino - Domenico Comino - Oreste Rossi | - Felice Borgoglio - Pier Luigi Romita |
| Partito Democratico della Sinistra                                  | Partito Liberale Italiano                         | Partito della Rifondazione Comunista   |
| - Massimo Luigi Salvadori                                           | - Raffaele Costa                                  | - Lucio Libertini                      |